# Music in Review
Music in Review è un documentario del cantautore britannico Elton John, pubblicato in DVD nel 2007.
È incentrato sulla figura dell'Elton artista, sulla sua produttività dal punto di vista musicale e sui capisaldi della sua discografia; si analizza quindi (anche se non sempre al meglio) ciò che gli ha permesso di diventare la superstar più famosa degli anni Settanta e uno degli artisti più noti di tutti i tempi.
Il DVD contiene interviste a diverse persone, le quali analizzano gli album più rilevanti della carriera della rockstar; sono inoltre presenti esibizioni live rare e inedite (tutte tratte dal Live in Sydney del 1984). Tra i brani esibiti figurano Your Song, Tiny Dancer, Rocket Man (I Think It's Going To Be A Long, Long Time), Goodbye Yellow Brick Road, Daniel, I'm Still Standing e Don't Let the Sun Go Down on Me.